# Verde rosso e blu
Verde rosso e blu è un album della cantante italiana Irene Grandi, pubblicato il 29 ottobre 1999.

## Il disco
Con questo disco la cantante cambia ancora una volta inclinazione musicale: infatti il disco è dalle sonorità tipiche del rock. Il titolo, secondo la cantante, è il "ritorno alle emozioni", in quanto i colori si possono accostare alle emozioni. Il "rosso" è abbinato alla passione, il "verde" alla speranza e il "blu" alla tranquillità, tutte le cose di cui aveva bisogno l'artista dopo un periodo di crisi.
Dall'album sono stati estratti tre singoli: Eccezionale, Tutta diversa e la title track Verde rosso e blu.
Il 21 febbraio 2000 è stata pubblicata una versione speciale intitolata Verde rosso e blu Speciale Sanremo 2000, con l'aggiunta di La tua ragazza sempre, canzone presentata dalla cantante al Festival di Sanremo 2000 che si classificò al secondo posto. Dalla ristampa fu pubblicato anche il singolo radiofonico Francesco. Il disco differisce dall'edizione precedente anche perché la copertina è di un rosso più scuro e sopra vi è applicato un bollino con scritto Speciale Sanremo 2000.

## Tracce
Edizione standard
1. Eccezionale – 4:38 (Telonio, Irene Grandi, Scanlon, Emy)
2. Verde rosso e blu – 4:15 (Telonio, Stefano Luchi)
3. Tutta diversa (come mi vuoi) – 4:26 (Telonio, Irene Grandi, Stefano Luchi)
4. Sto peggiorando – 5:09 (Telonio, Irene Grandi)
5. Francesco – 5:10 (Telonio, Irene Grandi)
6. Limbo – 3:41 (Sheryl Crow, Irene Grandi)
7. Pettine e spazzola – 4:50 (Telonio, Irene Grandi)
8. Contatto – 3:48 (Telonio, Irene Grandi)
9. Che fatica si fa a cambiare vita – 3:59 (Telonio, Carlo Togni)
10. Rido senz'anima – 3:50 (Carlo Togni)

Edizione Sanremo
1. Eccezionale – 4:38 (Telonio, Irene Grandi, Scanlon, Emy)
2. Verde rosso e blu – 4:15 (Telonio, Stefano Luchi)
3. Tutta diversa (come mi vuoi) – 4:26 (Telonio, Irene Grandi, Stefano Luchi)
4. Sto peggiorando – 5:09 (Telonio, Irene Grandi)
5. Francesco – 5:10 (Telonio, Irene Grandi)
6. Limbo – 3:41 (Sheryl Crow, Irene Grandi)
7. Pettine e spazzola – 4:50 (Telonio, Irene Grandi)
8. Contatto – 3:48 (Telonio, Irene Grandi)
9. La tua ragazza sempre – 4:11 (Vasco Rossi, Gaetano Curreri)
10. Che fatica si fa a cambiare vita – 3:59 (Telonio, Carlo Togni)
11. Rido senz'anima – 3:50 (Carlo Togni)

## Formazione
- Irene Grandi – voce
- Gigi De Renzo – basso, programmazione, tastiera, chitarra
- Jonathan Moffet – batteria
- Ernesto Vitolo – pianoforte
- Telonio – chitarra, programmazione
- Agostino Marangolo – batteria
- Riccardo Onori – dobro, chitarra elettrica
- Riccardo Galardini – chitarra
- Franco Giacoia – chitarra
- Stefano Bollani – pianoforte, sintetizzatore
- Giacomo Castellano – chitarra
- Paolo Valli – batteria
- Luca Ravagni – programmazione
- Alessio Marchiani – cori

## Classifiche
| Classifica (1999) | Posizione massima |
| ----------------- | ----------------- |
| Italia            | 7                 |